# Lobaye (vattendrag i Centralafrikanska republiken)
Lobaye är en 500 km lång flod i Centralafrikanska republiken, ett biflöde till Oubangui. Den rinner genom  den sydvästra delen av landet, och mynnar i Oubangui 80 km söder om huvudstaden Bangui.